# Francesco Verdinelli
Francesco Verdinelli (Roma, 10 luglio 1953) è un compositore, musicista, regista, produttore e manager della cultura italiano.
Ha composto musica per oltre 280 fra spettacoli teatrali, documentari, musicals, piéces, con le regie, fra gli altri,  di Tinto Brass, Roberto Lerici, Giancarlo Nanni, Antonio Salines, Rodolfo Rodriguez, Bob Marchese, Simone Carella, Peter Chatel, Andrea Buscemi, Mario Prosperi, Gianni Ippoliti, Carlo Emilio Lerici, Luca De Bei, Alessandro Machia e molti altri.
Nel 1980 scrive le sue prime musiche di scena (per Woody Parade uno spettacolo teatrale diretto da Pietro de Silva). Inizia così il suo percorso nella composizione di musiche di scena. Scrive musica per il cinema e per la televisione. Nel 1982 compone la colonna sonora per una serie tv, La vela, tecnica e spettacolo, sei puntate per la Rai. A questo primo lavoro seguono fino al 2021 oltre 200 documentari per i quali ha scritto la musica originale.
Cura la regia di musical (Nunsense il musical delle Suore, in tournée per oltre 700 repliche in Italia; Dracula, il Musical) e di opere liriche (La creazione di Franz Joseph Haydn al Teatro Olimpico di Roma, Dido and Aeneas di Henry Purcell all'Accademia Britannica di Roma). A teatro dirige fra i vari spettacoli: Internautilus; Internet e Frammenti; L'Inferno.
All'inizio degli anni novanta riceve numerosi riconoscimenti per la sua attività di compositore. Nel 1996 compone le musiche ufficiali per il trentennale del WWF Italia, Con gli occhi del Panda. Per questo progetto realizza i primi esperimenti in octofonia per la visione in contemporanea.
Nel 2007 è il compositore dell'inno ufficiale del WWF Russia.

## Biografia

### Gli inizi
Inizia a studiare pianoforte all'età di 6 anni con un'insegnante privata.
A 11 anni si appassiona alla musica dei Beatles e dei Rolling Stones e compera la sua prima chitarra elettrica. 
Nel 1968 Verdinelli forma il suo primo gruppo con il quale, giovanissimo inizia ad esibirsi professionalmente in diversi locali romani, e compone i suoi primi brani. All'inizio degli anni settanta con il suo gruppo si esibisce nel suo liceo Castelnuovo XXII ad una festa scolastica insieme agli esordienti Antonello Venditti e Francesco de Gregori.
Nel 1974 suona con Mal dei The Primitives in una tournée che toccherà diverse città italiane. Lo spettacolo, intitolato Mal Music Show, era diviso in due parti, la prima con le canzoni che resero popolare Mal (Yeeeeah, Tu sei bella come sei, Occhi neri, etc), la seconda proponeva diversi brani del musical Jesus Christ superstar, con danzatori, attori e musicisti. Le coreografie e la regia erano di Don Lurio, con Franco Miseria come suo assistente, la produzione di Adriano Aragozzini.
Nel 1975, terminata l'esperienza con Mal, Verdinelli mette in scena, questa volta insieme ai musicisti del suo gruppo, e ad altri cantanti, artisti e danzatori, il musical Jesus Christ Superstar. Lo spettacolo sarà in tournée per diverse date in tutta Italia.

### La radio
Conclusa la tournée estiva rientra a Roma e nel settembre del 1975 ascolta casualmente una trasmissione della prima radio privata a Roma. Intuisce la grandiosità del cambiamento in atto e decide di farne parte e di fondare una delle prime radio private in Italia: il 15 novembre 1975, all'età di 22 anni, Verdinelli apre a Roma Onda Radio 101, che si distinguerà per la particolarità della musica trasmessa e per il taglio editoriale estremamente moderno. Viene mandata in onda esclusivamente la migliore musica rock di quegli anni. Fra i collaboratori si annoverano Roberto Raspani Dandolo, Valentina Amurri, Franco Amurri, Fabio Frizzi, Fabrizio Frizzi e tanti altri. Onda Radio 101 ebbe successo, registrò ascolti importanti e grande attenzione da parte della carta stampata.

### Il musicista
Parallelamente Verdinelli prosegue il suo percorso musicale. Dal 1978 è sotto contratto con la It Dischi Italia ed è musicista alla RCA, vanta collaborazioni con Ivan Graziani, Maurizio Monti, Gaio Chiocchio. Lavora nel primo disco di Jenny Sorrenti per la RCA al quale collabora anche Francesco De Gregori. Nel 1979 Lucio Dalla e Ron lo chiamano per suonare nei loro concerti al Teatro Tenda di Piazza Mancini a Roma.

### I dischi
Nel 1980, scioglie il contratto con la It dischi Italia e si lega ad una etichetta indipendente (Pink records) con la quale pubblica il suo primo 45 giri Bob / Desert Town. Bob ha un testo dedicato alle vicissitudini spirituali di Bob Dylan. Desert town è un blues urbano. Il disco è ben accolto dalla critica e dai media. 
Nel 1982 pubblica l'LP Francesco Verdinelli, disco con una facciata in italiano ed una in inglese, con testi di Roberta Lerici e diverse collaborazioni di musicisti fra cui Derek Wilson, Fabio Pignatelli, Marvin Smith, Dante Majorana, Piero Albani.

### I nuovi media
Nel 1995 inizia a studiare le possibilità creative legate alle reti telematiche in funzione della musica, del teatro, del cinema e dell'arte. È stato il primo in Italia https://archivio.unita.news/assets/main/1999/08/23/page_014.pdf a trasmettere video in Internet con una programmazione in streaming (www.ragdoll.it/tv) dal 1996 al 2000. Ha ideato e realizzato al teatro Vascello di Roma il primo spettacolo teatrale rappresentato contemporaneamente in scena e su Internet (Internautilus insieme ad Adriano Vianello). Nel 1996 ha ideato e curato uno spettacolo (Internet e Frammenti, un montaggio di brani da Shakespeare) con attori che hanno recitato insieme in collegamento audio e video attraverso la Rete da teatri di varie nazioni (Italia, Belgio, Australia, Inghilterra, Venezuela). A questo progetto ne sono seguiti diversi altri.
Nel 1997 ha ideato e fondato il primo prototipo di Web tv in Italia e in Europa.
Diverse tesi di laurea sono state realizzate sui suoi lavori;  il sito www.ragdoll.it/tv è ancora in rete congelato ad oltre 20 anni fa a testimonianza di come è nato lo streaming e la tv attraverso la rete in Italia.

### Produttore e manager della cultura
Nel 1989 fonda insieme a Roberta Lerici la Rag Doll Produzioni società che nel corso degli anni ha prodotto 4 musicals e oltre 20 pièce teatrali, la Rag doll Produzioni termina le attività nel 2001.
Dal 1999 al 2002 viene eletto nel consiglio direttivo del teatro privato presso l'AGIS (Associazione Italiana Generale dello Spettacolo).
Nel 2000, dopo essere stato invitato dall'ONU negli USA a partecipare al World Television Forum, in qualità di esperto in new media, si trasferisce a New York dove continua la sua attività di compositore. Approfondisce lo studio delle strategie, business model, creazione e distribuzione di contenuti attraverso i media nascenti.
Nel 2002 rientra in Italia e svolge consulenze nel settore multimediale, compone musica per diversi programmi televisivi e per spettacoli teatrali. 
Dal 2001 al 2005 è docente di master sulla tv e lo spettacolo interattivi alla facoltà di ingegneria dell'Università di Firenze.
Dal 2002 al 2005 è direttore generale della Mediafiction spa, azienda di distribuzione cinematografica e proprietaria di una delle più importanti library di cinema italiane.
Dal 2007 fonda e dirige il Teatro Lo Spazio a Roma insieme ad Alberto Bassetti; spazio polifunzionale per teatro, mostre, musica, eventi. 
Nel 2008 viene nominato co-direttore artistico del festival di Bracciano al Castello Odescalchi "Opere Festival".
Dal 2008 al 2018 prosegue con le sue attività di compositore e parallelamente di direttore artistico del Teatro lo Spazio
Nel 2015 viene eletto Consigliere Comunale a Calvi dell'Umbria nella lista Civica di Guido Grillini. Gli viene affidata la guida dell'Assessorato alla Cultura. Nel corso degli anni porta avanti diversi progetti, la sua indipendenza partitica è stata la linea che ha sempre seguito, mirando in primis ai meriti ed alla qualità delle proposte.
Nel 2016 fonda a Calvi dell'Umbria il Calvi Festival, festival nazionale con un taglio multidisciplinare. Nel giro di cinque edizioni è diventato uno dei festival più interessanti in Umbria: Teatro, Musica, Danza, Cinema, Arte, Incontri culturali. 
I palcoscenici del Calvi Festival nel corso degli anni hanno ospitato numerosi artisti, fra i quali: Nicola Piovani, Barbara De Rossi, Rita Marcotulli, Edoardo Siravo, Maria Rosaria Omaggio, Stefano Reali, Antonio Salines, Ricky Bonavita.
Nel 2017 recupera il vecchio Monastero delle Orsoline di Calvi dell'Umbria ed apre un teatro Comunale denominato "Teatro del Monastero". 
Francesco Verdinelli In oltre 35 anni di attività compone oltre 1200 brani di musica per numerosi spettacoli teatrali, documentari per la Rai, film di lungo e cortometraggio.
Nel mese di Maggio 2019 cede le sue quote di maggioranza del Teatro Lo Spazio ad un giovane autore teatrale. 
Nel Settembre 2020 Viene di nuovo eletto nella lista civica del Sindaco Guido Grillini, a Calvi dell'Umbria e prosegue il lavoro alla guida dell'Assessorato alla Cultura e del Calvi Festival. Alterna la sua vita fra Roma ed un casale in Umbria dove ha un suo studio di registrazione.

## Colonne sonore

### Teatro
- Woody Parade di Pietro de Silva (1980)
- Il giardino delle palme di Roberto Lerici, regia di Peter Chatel (1983)
- Il ciclope di Euripide, regia Giancarlo Nanni (1985)
- Delitto all'isola delle capre di Ugo Betti, regia di Antonio Salines (1985)
- Pranzo di famiglia di Roberto Lerici, regia di Tinto Brass, con Antonio Salines e Magda Mercatali (1985)
- Febbre di Rosso di San Secondo, regia di Giancarlo Nanni, con Manuela Kustermann (1986)
- Nerone plays Nerone di Fabio Storelli, regia di Antonio Salines (1986)
- Meteora di Friedrich Dürrenmatt, regia di Ugo Margio (1986)
- Le furberie di Scapino di Molière, regia di Carlo Croccolo (1987)
- Marina di Edward Albee, regia di Giancarlo Nanni, con Glauco Onorato Marina Giordana Roberto Tesconi (1987)
- I plebei provano la rivolta di Günter Grass, regia di Simone Carella, con Alessandra Vanzi e Marco Solari (1987)
- I Creditori di August Strindberg, regia di Giancarlo Nanni (1988)
- Il contratto di Slawomir Mrożek, regia di Dino Lombardo (1989)
- Vinzenz e l'amica degli uomini importanti di Robert Musil, regia Giancarlo Nanni (1991)
- Alberto Moravia di Roberto Lerici e Giancarlo Nanni, regia di Giancarlo Nanni (1993)
- Terza persona di Carlo Tritto, regia di Lucio Chiavarelli, con Rosa Fumetto (1994)
- Bagno Finale di Roberto Lerici, regia di Carlo Emilio Lerici (1995)
- Internautilus scritto e diretto da Adriano Vianello e Francesco Verdinelli (1996)
- Internet e frammenti spettacolo in interazione fra la scena e le reti ideato da Francesco Verdinelli, scritto e diretto da
- Francesco Verdinelli e Roberta Lerici (1996)
- Edmund Kean di Raymund Fitzimons, regia di Gianni Ippoliti (1997)
- L'inferno spettacolo in interazione fra la scena e le reti ideato da Francesco Verdinelli, scritto e diretto da Francesco Verdinelli e Roberta Lerici (1997)
- Orfeo a Manhattan di Carlo Tritto, regia Lucio Chiavarelli. con Nathaly Caldonazzo e Paolo Triestino (1997)
- I segreti della massaia dal romanzo di Paola Masino, regia di Andrea Buscemi, con Paola Lorenzoni (1997)
- Dammi un bacio di Fiammetta Carena regia di Carlo Emilio Lerici (1997)
- Bondage - Una notte nella vita di una prostituta di David Hines, regia di Carlo Emilio Lerici, con Anna Ammirati (1998)
- La notte difficile di Dino Buzzati, regia di Andrea Buscemi (1998)
- Nemmeno per sogno di Roberto Lerici, regia di Carlo Emilio Lerici (1999)
- La donna di Samo di Menandro, regia di Silvio Giordani, con Lando Buzzanca (1999)
- Storie d'amore e d'abbandoni: Didone e Margherita Gautier di Roberto Lerici (1999)
- Talk Radio di Eric Bogosian, regia di Carlo Emilio Lerici (2000)
- Io, Freud di Carlo Ferrucci, regia di Carlo Emilio Lerici (2001)
- Le Streghe di Alberto Severi, regia di Andrea Buscemi, con Paola Gassman (2002)
- Assassinio nella cattedrale di Thomas S. Eliot, regia di Andrea Buscemi, con Roberto Herlitzka (2002)
- Le due sorelle di Alberto Bassetti, regia di Andrea Buscemi (2003)
- La notte araba, regia di Carlo Emilio Lerici (2003)
- Salon Fusco di Nicola Fano ed Enrico Vaime, regia di Antonio Salines (2004)
- Sola in casa di Dino Buzzati, regia di Carlo Emilio Lerici, con Serena Bennato (2004)
- L'esclusa di Luigi Pirandello, regia di Sergio Basile (2005)
- Sto un po' nervosa di Rosa Menduni e Roberto de Giorgi, regia di Carlo Emilio Lerici (2005)
- La dodicesima notte di Shakespeare, con Oreste Lionello e Nathalie Caldonazzo, regia Andrea Buscemi(2005)
- A Julia di Margarete Garpe, regia di Carlo Emilio Lerici (2005)
- I veri fantasmi di Massimo Vincenzi, regia di Carlo Emilio Lerici (2005)
- Gli occhi al cielo di Massimo Vincenzi, regia di Carlo Emilio Lerici, con Francesca Bianco (2005)
- Kelina di Massimo Vincenzi e Mauro Neri, regia di Carlo Emilio Lerici (2006)
- Mercury fur di Philip Ridley, regia di Carlo Emilio Lerici (2006)
- La gabbia di Alberto Bassetti, regia dell'autore, con Lorenzo Lavia e Fabrizio Parenti (2007)
- Alan Turing e la mela avvelenata di Massimo Vincenzi, regia di Carlo Emilio Lerici (2007)
- Le due sorelle di Alberto Bassetti, regia di Alberto Bassetti e Francesco Verdinelli (2008)
- Il sogno di Ipazia di Massimo Vincenzi, regia di Carlo Emilio Lerici, con Francesca Bianco (2009)
- Assassine di Alberto Bassetti, Angelo Longoni, Giuseppe Manfridi, Adriano Vianello e Massimo Vincenzi, regia di Carlo Emilio
- Lerici (2009)
- Il viaggio a Buenos Aires di Amanita Muskaria, regia di Carlo Emilio Lerici, con Francesca Bianco (2009)
- La regina senza corona – Gertrude Bell e la battaglia di Baghdad di Massimo Vincenzi, regia di Carlo Emilio Lerici, con Francesca Bianco (2010)
- Spie di Alberto Bassetti, Maria Letizia Compatangelo, Rosario Galli e Massimo Vincenzi, (2010)
- Ferro e cuore di Alberto Bassetti, regia di Carlo Emilio Lerici, con Francesca Bianco (2010)
- Vincent River di Philip Ridley, regia di Carlo Emilio Lerici (2010)
- La versione di Barney di Mordecai Richler (2012)
- Che fine ha fatto Baby Jane? dal film di Robert Aldrich, adattamento di Franco Ferrini, regia di Antonio Salines, con Sydne Rome e Francesca Bianco (2013)
- La cintura di Ippolita scritto e diretto da Maria Letizia Compatangelo (2013)
- Irène Némirowsky di Alberto Bassetti e Massimo Vincenzi, regia di Carlo Emilio Lerici (2013)
- Mondo Rosa scritto e diretto da Duska Bisconti (2013)
- Il segreto della vita di Alberto Bassetti, regia di Alberto Bassetti e Francesco Verdinelli (2013)
- Anima animale scritto e diretto da Luca De Bei, con Daniela Poggi(2014)
- Edipo in compagnia scritto e diretto da Alberto Bassetti, con Paolo Graziosi ed Elisabetta Arosio (2014)
- A steady rain di Keith Huff, regia di Alessandro Machia, con Graziano Piazza e Davide Paganini (2014)
- Diario 43/44 dai Diari di Renzo Vespignani, regia di Gaia Riposati

### Commedie musicali
- Il giardino delle palme di Roberto Lerici, regia di Peter Chatel (1983)
- Nanà di Roberto Lerici, regia di Dino Lombardo (1987)
- Nunsense il musical delle suore di Dan Goggin, musica di Francesco Verdinelli per l'edizione italiana (1989)
- Dracula il musical, scritto e diretto da Roberta Lerici e Francesco Verdinelli (1993)
- Lisistrata di Aristofane, musical di Mario Prosperi (2000)

### Cinema
- La vita di scorta di Piero Vida, con Anna Galiena e Manuela Torri (1985)
- Il clandestino di Giancarlo Nanni da Conrad, con Stefano Santospago (1988)
- Angela come te di Anna Brasi, con Barbara De Rossi ed Antonella Ponziani (1988)
- Cuore cattivo di Umberto Marino, con Kim Rossi Stewart e Valerio Mastrandrea (1995)
- Eccesso d'amore (cortometraggio) di Romano Talevi (1998)
- Diritto di sognare (documentario) di Renzo Rossellini (2006)
- Mala tempora di Stefano Amadio (2008)
- Delitto perfetto di Saverio Deodato, con Nicolas Vaporidis, Saverio Deodato, Daniela Poggi, Francesca Inaudi (2011)
- Con gli occhi chiusi di Saverio Deodato, con Paolo Triestino e Maria Giulia Scarcella (2012). Con questo lavoro Verdinelli vince il premio Perry Como Award per la migliore colonna sonora (fra oltre 260 colonne sonore partecipanti da tutto il mondo)

### Televisione
- Feuerberg di Herbert Brodl, con Carlo Cecchi e Delia Boccardo - film tv per la 2 rete televisiva tedesca (1985)

Ha composto le musiche per oltre 200 documentari. Per la Rai Radiotelevisione Italiana ha composto le musiche originali per vari programmi e documentari fra i quali citiamo:
- Selous, l'ultima Africa di M. Visalberghi (per la serie TV2 "Professione natura"); La vela, tecnica e spettacolo, sei puntate di F.Bussi.
- Per la serie Geo&Geo:
- Montefeltro, la storia nella roccia; Le isole tremiti, i sassi di Diomede; Carso, dalla roccia la vita; Lago di Burano ed oasi di Orbetello; Maldive, una ghirlanda di corallo; Galapagos; Ustica, la perla nera; Uccellina, il parco della maremma; Forme e colori del Mar Rosso; Hugarda e l'arcipelago di corallo; Ginostra; Singapore e il suo acquario; Cuba, el sabor del caribe; L'isola del Giglio, una perla dell'arcipelago; Il segreto del bosco sacro; Pesci in banco; Zabargad, l'isola delle pietre verdi; Scilla; Anemone e pesce pagliaccio; Ustica, la perla nera; Il relitto del Thistlegorm; Sipadan, l'isola delle tartarughe; I coltivatori del mare; Toraja; Cayolevisa; Manado, la terra dei Minasha; Il parco marino di Bunaken; Sudan, un paese dimenticato; Sudan, l'acquario di Allah; Il parco marino di ras Mohammed, solo per citare i primi lavori.
- Sempre per la RAI Televisione Italiana inoltre ha composto le musiche per:
- Giordania (due documentari per la serie Millennium); Siria (due documentari per la serie Millennium)

## Discografia
- Bob/Destert Town 45 giri (1980)
- Francesco Verdinelli LP (1982)
- Gustoforte LP (1985)
- In search of music CD
- Promettilo ancora 45 giri (1983)
- Angela e Angela - colonna sonora del film (1989)
- Angela come te CD - colonna sonora del film
- Cuore cattivo CD – colonna sonora del film
- The blues sisters, il musical CD (2000)

## Regie teatrali
- Nunsense il musical delle suore con Roberta Lerici (1990)
- Dracula il musical con Roberta Lerici (1993)
- Internautilus con Adriano Vianello (1996)
- Internet e frammenti con Roberta Lerici (1996)
- L'inferno di Dante regia in collaborazione con Roberta Lerici (1997)
- El Infierno de Dante - fragmentos, ideazione e direzione di Francesco Verdinelli Lo spettacolo è andato in scena in tre edizioni: la prima a Roma dal 7 al 12 dicembre 1997 al teatro Vascello, la seconda come studio nel programma Cultura e Frontera al Teatro Simon Bolivar in Venezuela - Estado Nuova Esparta il 30 ottobre 1998. La terza edizione dal Titolo L'Inferno, Fragmentos al Teatro Simon Bolivar nel contesto del Festival de Teatro Clásico il 19 e 20 novembre 1999 con attori collegati via internet da diverse nazioni ed oltre 30 artisti del Teatro Simon Bolivar.
- The Blues Sisters con Roberta Lerici (2000)
- Le due sorelle con Alberto Bassetti (2008)

## Regie liriche
- Dido and Aeneas di Purcell all'Accademia Britannica Roma (1994)
- La creazione di Haydn al Teatro Olimpico di Roma (1995)

## Riconoscimenti e onorificenze
- 2009 - Ordine Luis Manuel Gutierrez per i suoi meriti in campo musicale - República Bolivariana de Venezuela, Estado Nueva Esparta
- 2012 – Premio alla carriera, Stagione Borgiana di Nepi, Rocca dei Borgia
- 2013 - Perry Como Award per la migliore colonna sonora fra oltre 260 colonne sonore partecipanti da tutto il mondo